# 피아노 협주곡 4번 (생상스)
피아노 협주곡 4번 Op. 44는 1875년 카미유 생상이 작곡했다. 1875년 10월 31일 파리 샤틀레 극장에서 작곡가가 솔리스트로 초연하였다. 이 협주곡은 비엔나 음악원의 피아노 교수인 Anton Door에게 헌정되었다.

## 구조
네 번째 피아노 협주곡은 작곡가의 가장 구조적으로 혁신적인 피아노 협주곡이다. 어떤 의미에서는 4악장 교향곡처럼 구성되어 있지만 쌍으로 그룹화되어 있다. 즉, 작품은 두 부분으로 나뉘며 각 부분은 두 개의 주요 악장(I. 적당한 템포의 주제와 C단조의 변주곡, II. A♭ 장조의 느린 관련 주제 및 변주곡; III. 스케르초 C단조; IV. 피날레 C장조). 그러나 각 파트에는 두 개의 주요 "악장" 사이에 다리와 같은 과도기 섹션이 있다. 예를 들어 파트 II의 푸갈 Andante는 두 개의 주요 3박자 섹션 사이의 막간 역할을 한다.
1. Allegro moderato – Andante

제1악장은 현악기와 피아노 독주자 사이의 대화에서 들리고, 생상스의 교향곡 제3번과 유사한 창조적인 주제 전개로 이어진다. 안단테에서 그는 목관악기와 찬송가 같은 주제를 도입하고(또한 세 번째 교향곡의 마지막 부분의 곡조와 놀라울 정도로 비슷하다), 이 주제를 그가 일련의 변주곡들을 만든 후에 조용히 악장을 마무리 짓는다.
2. Allegro vivace – Andante – Allegro

스케르초로 시작하며, 첫 악장의 시작 부분의 원래 색 주제에서 주요 주제를 파생시켰다. 과감하게 6/8의 박자로 전환하고, 피아노는 오케스트라를 짧지만 활기찬 새로운 테마로 이끈다. 결국 오케스트라는 무성한 안단테로 옮겨가고, 합창 스타일의 선율을 재구성한다. 오히려 갑자기 피아노가 더블 옥타브 트릴과 클라이맥스 트럼펫 팡파르로 우후죽순 올라가고, 삼박자에 맞춰 연주되는 찬송가를 주제로 다시 한 번 흥겨운 피날레를 장식한다. 이 협주곡은 피아노가 카덴차처럼 계단식으로 오케스트라를 "포르티시모"의 마무리로 안내하는 것으로 마무리된다.

## 구성
협주곡은 피아노 독주, 플루트 2개, 오보에 2개, 클라리넷 2개, 바순 2개, 호른 2개, 트럼펫 2개, 트롬본 3개, 팀파니 및 현악기로 구성된다.